# 1904. évi nyári olimpiai játékok
Az 1904. évi nyári olimpiai játékokat, hivatalos nevén a III. nyári olimpiai játékokat 1904. július 1. és november 23. között rendezték meg St. Louisban (Missouri állam, Egyesült Államok).
Chicago, Róma és St. Louis pályázott a rendezés jogáért, Chicago volt az esélyesebb de a világkiállítás miatt mégis a másik amerikai várost választották. Az üzleti szellem rányomta bélyegét az első tengerentúli olimpiára, jelentéktelen ifjúsági és helyi jellegű versenyekkel már tavasszal elkezdték a hírverést a nagy sportfesztiválnak, de az európai országok küldöttségeit senki sem fogadta. A tizenkét  ország  651  sportolójának részvételével megnyílt játékok az amerikaiak háziversenye lett. Az Egyesült Államokat 523, Kanadát 52, Németországot 17, Görögországot 14, Dél-Afrikát 8, Magyarországot 4, Kubát és Nagy Britanniát 3-3 sportoló képviselte; Ausztrália és Ausztria 2-2, Franciaország és Svájc csak egy-egy versenyzővel volt jelen. Így érthető, hogy a 75 aranyéremből 60-at a hazaiak nyertek. Mivel minden reklám ellenére is gyenge volt az érdeklődés, úgynevezett Etnográfiai olimpiával próbálták színesíteni a programot. Mutatványosok, pincérek, postások versenyeztek különböző számokban, összesen 390 versenyszám zajlott le, a Nemzetközi Olimpiai Bizottság csupán 94 számot ismer el hivatalosnak.

## Részt vevő nemzetek

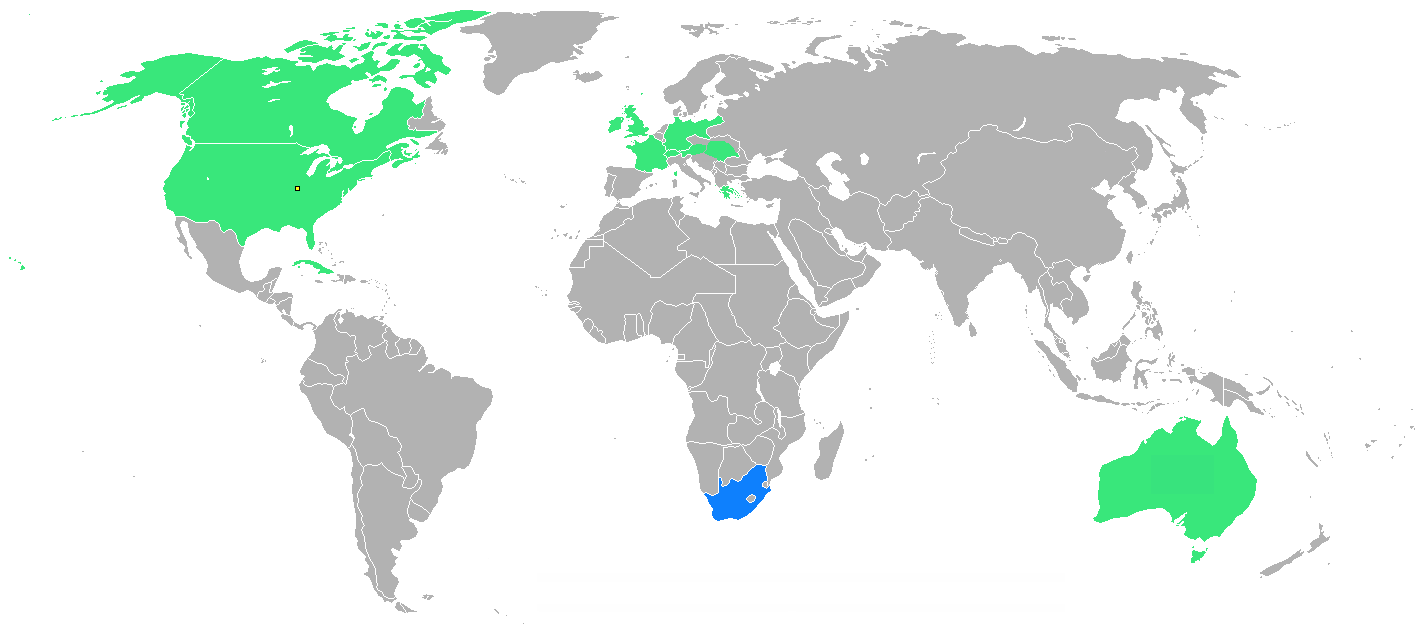
Az 1904-es nyári olimpián részt vevő nemzetek; kék= új résztvevők, zöld= visszatérők

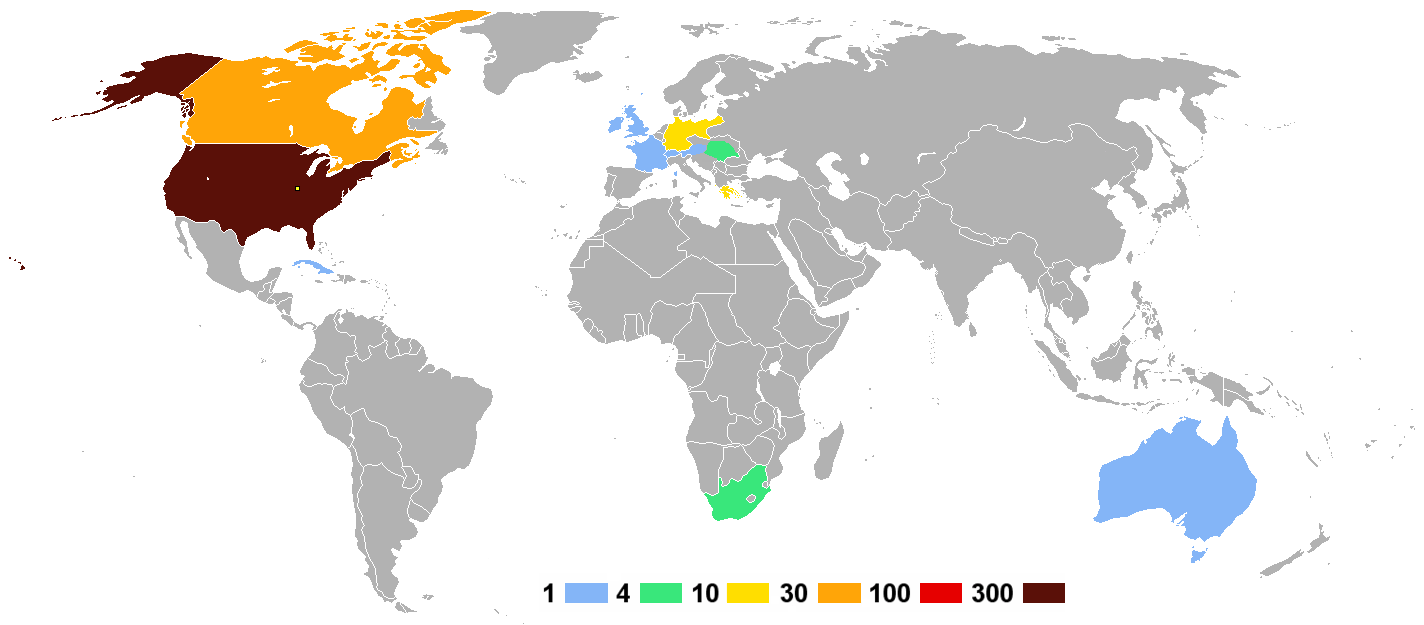
A részt vevő nemzetek csapatlétszáma

Mivel nem készült hivatalos jelentés, ezért a résztvevőkről is ellentmondásosak az adatok. A NOB jelenlegi állásfoglalása alapján az olimpián az alábbi 12 nemzet vett részt, közülük Fokföld (Dél-Afrika) első alkalommal.
- Ausztrália (AUS) (2 – 2 férfi)
- Ausztria (AUT) (2 – 2 férfi)
- Egyesült Államok (USA) (523 – 517 férfi, 6 nő)
- Dél-afrikai Unió (RSA) (8 – 8 férfi)
- Franciaország (FRA) (3 – 3 férfi)
- Görögország (GRE) (14 – 14 férfi)
- Kanada (CAN) (52 – 52 férfi)
- Kuba (CUB) (3 – 3 férfi)
- Magyarország (HUN) (4 – 4 férfi)
- Nagy-Britannia (GBR) (3 – 3 férfi)
- Németország (GER) (17 – 17 férfi)
- Svájc (SUI) (1 – 1 férfi)

## Olimpiai sportágak
A kilenc úszó szám mellett két műugró számot is rendeztek.
| Versenyszámok az 1904. évi nyári olimpiai játékokon |        |        |        |        |        |          |
| Sportág, szakág                                     | Egyéni | Egyéni | Csapat | Csapat | Csapat |          |
| Sportág, szakág                                     | férfi  | női    | férfi  | női    | vegyes | összesen |
| Atlétika                                            | 24     | 0      | 0      | 0      | 0      | 24       |
| Birkózás                                            | 7      | 0      | 0      | 0      | 0      | 7        |
| Evezés                                              | 4      | 0      | 0      | 0      | 0      | 4        |
| Golf                                                | 1      | 1      | 0      | 0      | 0      | 2        |
| Íjászat                                             | 4      | 0      | 1      | 0      | 0      | 5        |
| Kerékpározás                                        | 7      | 0      | 0      | 0      | 0      | 7        |
| Kötélhúzás                                          | 1      | 0      | 0      | 0      | 0      | 1        |
| Lacrosse                                            | 1      | 0      | 0      | 0      | 0      | 1        |
| Labdarúgás                                          | 0      | 0      | 1      | 0      | 0      | 1        |
| Műugrás                                             | 2      | 0      | 0      | 0      | 0      | 2        |
| Ökölvívás                                           | 7      | 0      | 0      | 0      | 0      | 7        |
| Roque                                               | 1      | 0      | 0      | 0      | 0      | 1        |
| Súlyemelés                                          | 2      | 0      | 0      | 0      | 0      | 2        |
| Tenisz                                              | 2      | 0      | 0      | 0      | 0      | 2        |
| Torna                                               | 12     | 0      | 0      | 0      | 0      | 12       |
| Úszás                                               | 10     | 0      | 1      | 0      | 0      | 11       |
| Vívás                                               | 4      | 0      | 1      | 0      | 0      | 5        |
| Vízilabda                                           | 0      | 0      | 1      | 0      | 0      | 1        |
|                                                     |        |        |        |        |        |          |
| Összesen                                            | 89     | 1      | 5      | 0      | 0      | 95       |

## Éremtáblázat
(A táblázatban Magyarország és a rendező ország csapata eltérő háttérszínnel, az egyes számoszlopok legmagasabb értéke, vagy értékei vastagítással kiemelve.)
| Az 1904. évi nyári olimpiai játékok éremtáblázata | Az 1904. évi nyári olimpiai játékok éremtáblázata | Az 1904. évi nyári olimpiai játékok éremtáblázata | Az 1904. évi nyári olimpiai játékok éremtáblázata | Az 1904. évi nyári olimpiai játékok éremtáblázata | Olimpia  |
| ------------------------------------------------- | ------------------------------------------------- | ------------------------------------------------- | ------------------------------------------------- | ------------------------------------------------- | -------- |
|                                                   | Ország                                            | Arany                                             | Ezüst                                             | Bronz                                             | Összesen |
| 1.                                                | Egyesült Államok (USA)                            | 78                                                | 82                                                | 79                                                | 239      |
| 2.                                                | Németország (GER)                                 | 4                                                 | 4                                                 | 5                                                 | 13       |
| 3.                                                | Kuba (CUB)                                        | 4                                                 | 2                                                 | 3                                                 | 9        |
| 4.                                                | Kanada (CAN)                                      | 4                                                 | 1                                                 | 1                                                 | 6        |
| 5.                                                | Magyarország (HUN)                                | 2                                                 | 1                                                 | 1                                                 | 4        |
| 6.                                                | Nagy-Britannia (GBR)                              | 1                                                 | 1                                                 | 0                                                 | 2        |
| 6.                                                | Nemzetközi Csapat (ZZX)                           | 1                                                 | 1                                                 | 0                                                 | 2        |
| 8.                                                | Görögország (GRE)                                 | 1                                                 | 0                                                 | 1                                                 | 2        |
| 8.                                                | Svájc (SUI)                                       | 1                                                 | 0                                                 | 1                                                 | 2        |
| 10.                                               | Ausztria (AUT)                                    | 0                                                 | 0                                                 | 1                                                 | 1        |
|                                                   |                                                   |                                                   |                                                   |                                                   |          |
| Összesen                                          | Összesen                                          | 96                                                | 92                                                | 92                                                | 280      |

## A magyar csapat szereplése
Az olimpiai torna egyik jellemző (hátrányos) esete volt, hogy a sportbírók nemzeti öntudatból egy-egy versenyszám eredményébe több esetben igyekeztek beavatkozni.  Ötven yardon Halmay Zoltán elsőnek csapott a célba, a versenybíró mégis holtversenyt ítélt, újraúszást rendelt el. Halmay másodszor is győzött, immár végérvényesen.

### aranyérem
- úszás:
  - 100 yard gyorsúszás, – 1 perc 02,8 mp – Halmay Zoltán erdőtelki
  - 50 yard gyorsúszás, – 28,0 mp – Halmay Zoltán erdőtelki

### ezüstérem
- úszás:
  - 1 mérföld gyorsúszás, – 28 perc 28,2 mp – Kiss Géza (Klein Géza, Drippei Klein, majd Drippey)

### bronzérem
- úszás:
  - 1/2 mérföld gyorsúszás, – 15 perc 16,0 mp – Kiss Géza (Klein Géza, Drippei Klein, majd Drippey)

### negyedik hely
- atlétika
  - magasugrás, – 177,25 cm – Gönczy Lajos dr. (Grőn)

### ötödik hely
- atlétika:
  - helyből magasugrás, – 135 cm – Gönczy Lajos dr. (Grőn)

### hatodik hely
Magyar versenyző nem szerzett hatodik helyet.